# Appledore (Torridge)
Pour les articles homonymes, voir Appledore.
Appledore est un village d'environ 2 000 habitants situé à l'embouchure du fleuve Torridge, à environ 10 kilomètres à l'ouest de Barnstaple dans le comté de Devon en Angleterre.
C'est un vieux village avec une longue rue bordée de maisons. Une des petites maisons du village a gagné un prix. Le village abrite la compagnie Appledore Shipbuilders (constructeurs de bateaux), une cale de halage et la fabrique de crème glacée familiale Hocking's Ice Cream (cette crème glacée est disponible uniquement dans le Nord du comté de Devon).
L'équipe de football locale est le Appledore Football Club.